# جوزيبي جريكو
جوزيبي جريكو (بالإيطالية: Giuseppe Greco)‏ (19 مارس 1958 غالاتينا إيطاليا - ) هو لاعب كرة قدم إيطالي يلعب كلاعب وسط.